# Falkonergården (Frederiksberg)
 For alternative betydninger, se Falkonergården. (Se også artikler, som begynder med Falkonergården)
Falkonergården var det kongelige danske for opstalning af rovfugle til falkejagt. Den blev etableret på Frederiksberg uden for København i 1670 af Christian 5.. Den lukkede i 1810, og bygningerne er siden blev revet ned med undtagelse af en enkelt længe, der stadig findes ved Falkoner Allé (mellem nr. 112 nr. 120). Falkonergården indgår i Frederiksberg Kommunes byvåben, idet der indgår tre falke.
Falkonergården blev oprettet efter kronprins Christian havde rejst rundt i Europa i 1662, hvor han bl.a. havde tilbragt tid ved Ludvig XIV's hof og deltaget i falkonerjagt. Oprindeligt blev stedet dog kaldt Jægerhuset.
De sidste falke blev indkøbt fra Island 1806, og efter nedlæggelsen blev falkene sendt til det portugisiske hof. Gården blev først bortforpagtet, men blev i 1818 købt af kgl. kapelmusikus Peter Christian Bruun, som indrettede en vokslysfabrik på gården. Gården lå på adressen Falkoner Allé 114.